# Communauté de communes de la vallée de Clisson
La Communauté de communes de la Vallée de Clisson était une intercommunalité française, située dans le département de la Loire-Atlantique (région Pays de la Loire). Elle fut dissoute le 31 décembre 2016.

## Composition
La Communauté de communes de la Vallée de Clisson regroupait les douze communes suivantes :
| Nom                      | Code Insee | Gentilé        | Superficie (km2) | Population (dernière pop. légale) | Densité (hab./km2) |
| ------------------------ | ---------- | -------------- | ---------------- | --------------------------------- | ------------------ |
| Clisson (siège)          | 44043      | Clissonnais    | 11,30            | 6 717 (2014)                      | 594                |
| Aigrefeuille-sur-Maine   | 44002      | Aigrefeuillais | 14,58            | 3 608 (2014)                      | 247                |
| Boussay                  | 44022      | Boussirons     | 26,45            | 2 653 (2014)                      | 100                |
| Gétigné                  | 44063      | Gétignois      | 23,97            | 3 573 (2014)                      | 149                |
| Gorges                   | 44064      | Gorgeois       | 15,77            | 4 462 (2014)                      | 283                |
| Maisdon-sur-Sèvre        | 44088      | Maisdonnais    | 17,45            | 2 836 (2014)                      | 163                |
| Monnières                | 44100      | Monniérois     | 9,78             | 2 061 (2014)                      | 211                |
| La Planche               | 44127      | Planchots      | 24,42            | 2 542 (2014)                      | 104                |
| Remouillé                | 44142      | Remouilléens   | 21,38            | 1 824 (2014)                      | 85                 |
| Saint-Hilaire-de-Clisson | 44165      | Hilairois      | 18,43            | 2 170 (2014)                      | 118                |
| Saint-Lumine-de-Clisson  | 44173      | Luminais       | 18,26            | 2 101 (2014)                      | 115                |
| Vieillevigne             | 44216      | Vieillevignois | 51,76            | 3 942 (2014)                      | 76                 |

## Présidents
- 2001-2008 : Marie-Loïc Richard, maire de Gétigné ;
- 2008-2014 : Jean-Yves Templier, maire d'Aigrefeuille-sur-Maine ;
- 2014-2016 : Nelly Sorin, maire de Vieillevigne.

## Compétences
- Développement économique : 18 parcs d'activités, 2 hôtels d'entreprises
- Aménagement du territoire
- Environnement : collecte des déchets ménagers, 4 déchèteries
- Enfance-Jeunesse 3-18 ans : 12 espaces-jeunes et 9 centres de loisirs
- Tourisme
- Piscine Aqua'val
- Voirie
- Sécurité incendie
- Patrimoine bâti
- Système d'information géographique (SIG)

## Projets de fusion
Depuis le début des années 2010, les élus locaux du Pays du Vignoble nantais envisageaient la fusion de leurs 4 communautés de communes (celle de la vallée de Clisson, celle de Vallet, celle de Loire-Divatte et celle de Sèvre, Maine et Goulaine) au sein d'une seule intercommunalité regroupant les 28 communes constitutives dont la mise en place devait être effective au plus tard pour le 1er janvier 2014. Le 27 juin 2013, ce projet de fusion a été rejeté à la suite d'un vote des vingt-huit conseils municipaux concernés. 
En 2015, la communauté de communes de la vallée de Clisson et la communauté de communes Sèvre, Maine et Goulaine envisageaient néanmoins leur fusion avant le 1er janvier 2017 au sein d'une communauté d'agglomération. Cette fusion a été entérinée par les 16 conseils municipaux concernés (4 pour Sèvre, Maine et Goulaine et 12 pour la Vallée de Clisson) ont voté le 14 juin 2016. Cette intercommunalité portera le nom de Clisson Sèvre et Maine Agglo.